# Austria Anteriore
Austria Anteriore (in tedesco Vorderösterreich o die Vorlande) era il nome collettivo con cui, in età moderna, si indicavano i vecchi possedimenti degli Asburgo, sparsi nella Germania sud-occidentale, nell'antica Svevia.

## Storia

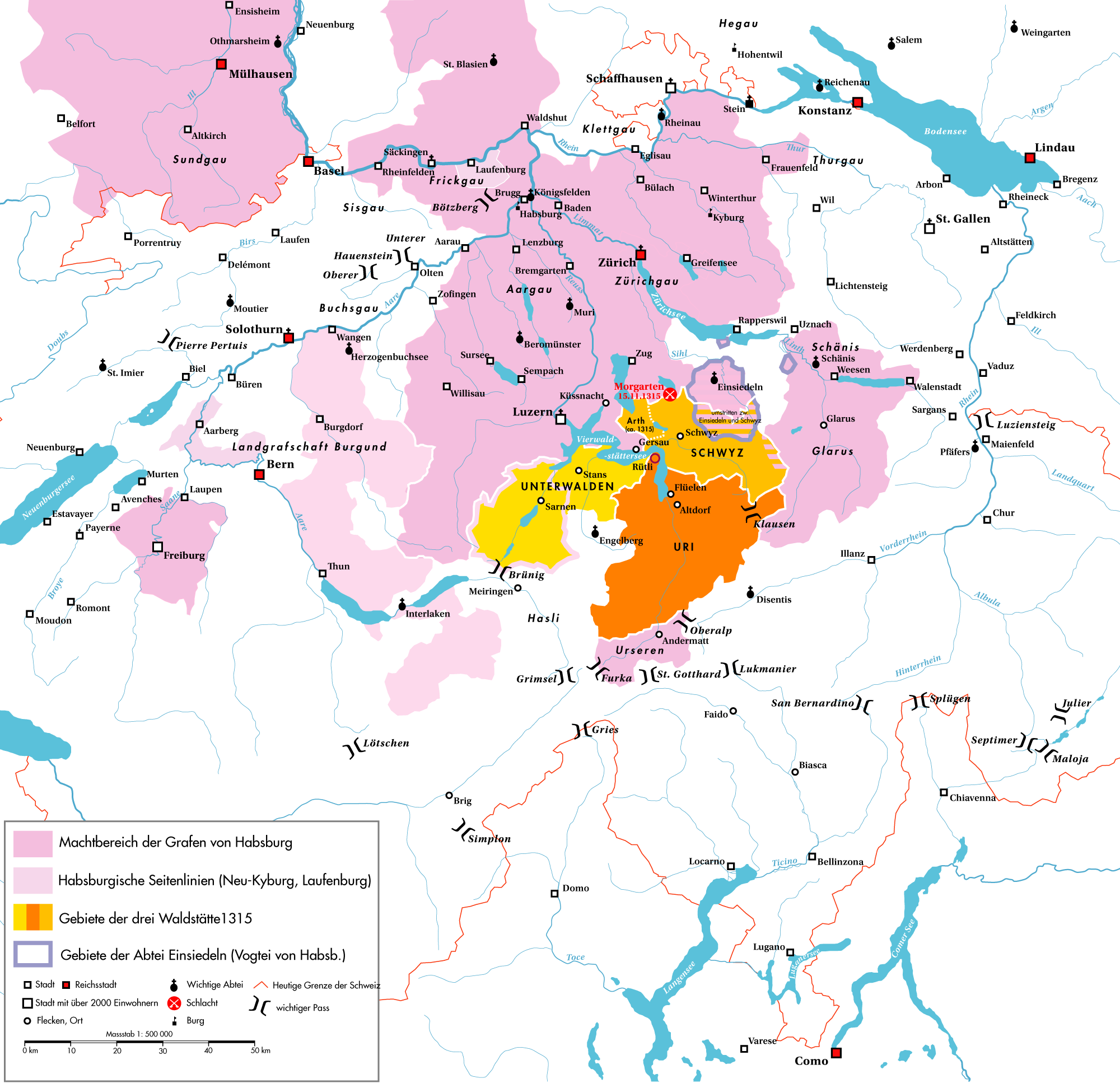
I possedimenti degli Asburgo in Svevia (1315)

### L'espansione degli Asburgo in Svevia
Gli Asburgo presero il nome da una cittadina nel sud della Svevia, di cui furono nominati conti alla fine dell'XI secolo. A partire dalla propria contea, gli Asburgo si espansero progressivamente, acquisendo diversi piccoli potentati tra l'Alsazia, il Vorarlberg  e la Svizzera. L'espansione durò fino al XVIII secolo, anche se in età moderna gli Asburgo acquisirono nella Germania meridionale soltanto qualche territorio di minore importanza, come Tettnang.

### La nascita dell'Austria Anteriore
Questi territori rimasero il cuore dei possedimenti della casata fino all'elezione di Rodolfo I a re dei Romani, che concesse alla propria famiglia il ben più prestigioso ducato d'Austria. Pertanto, l'espressione "Austria Anteriore" venne utilizzata per indicare i possedimenti originari degli Asburgo nel ducato di Svevia, in opposizione all'Austria propriamente detta. Con la partizione dei territori asburgici sancita dal trattato di Neuberg del 25 settembre 1379, i territori della cosiddetta Austria Anteriore e della contea del Tirolo furono assegnati al ramo leopoldino della dinastia. Per questo motivo, talvolta nella definizione di Austria Anteriore veniva incluso anche il Tirolo.

### La fine dell'Austria Anteriore
A partire dalla fine del XIII secolo la presenza asburgica nel sud-ovest della Germania venne progressivamente ridotta dalla nascita della Confederazione svizzera, che finì per sottrarre ai loro antichi signori gran parte dei territori meridionali della Svevia entro il XVI secolo. Con la pace di Vestfalia del 1648 il Sundgau divenne parte della Francia, mentre la Fricktal divenne parte della Svizzera nel 1802. La pace di Presburgo del 1805 portò alla dissoluzione definitiva dell'Austria Anteriore e i vecchi possedimenti asburgici vennero spartiti tra la Baviera, il Baden, e il Württemberg.

## Geografia

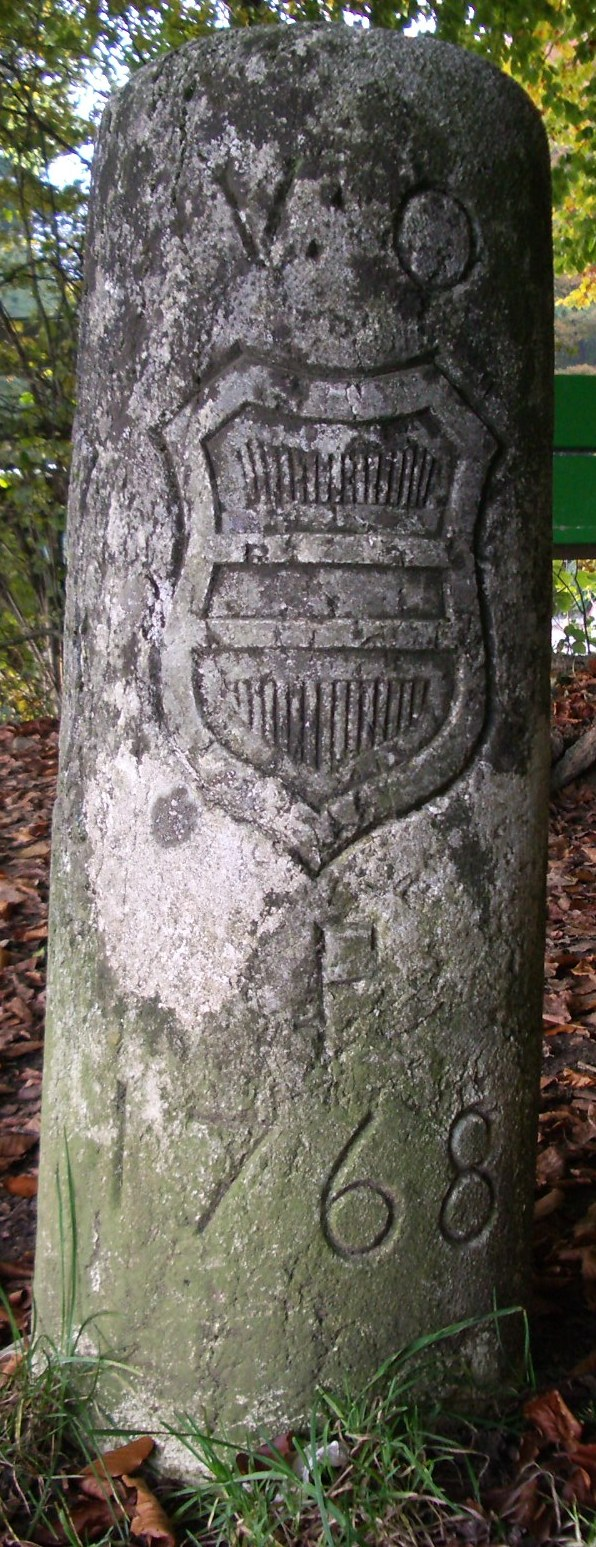
Pietra di confine del 1768 con lo stemma dell'Austria Anteriore ("Vorderösterreich" (VO)) a Salhöhe in Svizzera

L'Austria Anteriore era composta da alcuni territori sparsi a macchia di leopardo nella Svevia, quali l'Argovia, il Sundgau (l'Alsazia meridionale), a Brisgovia ad est del Reno (compresa Friburgo in Brisgovia dopo il 1386), gran parte del  Vorarlberg e altri territori minori, il più grande dei quali era il margraviato di Burgau, nell'area tra Augusta e Ulma. Gran parte dei loro possedimenti a sud del Reno e del Lago di Costanza, eccetto la Fricktal, che rimase possedimento degli Asburgo fino alle guerre napoleoniche, vennero persi nel XIV secolo a vantaggio della Vecchia Confederazione Svizzera, dopo le battaglie di Morgarten (1315) e Sempach (1386).